# スリ・レラワンサ線
スリ・レラワンサ線（スリ・レラワンサせん、インドネシア語：Lin Sri Lelawangsa）もしくはクアラナム国際空港線(クアラナムこくさいくうこうせん、インドネシア語：Kereta Api Airport Railink Service (ARS) Kualanamu)は、PT KAI(インドネシア鉄道)の子会社である、KAIバンダラによって運営されているインドネシア・北スマトラ州の通勤列車及び、空港連絡鉄道である。

## 概要

### スリ・レアワンサ線
2010年3月6日にPT INKA製のMH102形のK3 3 09 01編成を使用して運行開始されたが、現在はBB302形、BB303形、BB203形、CC201形機関車が牽引する客車列車もしくは、KRDE Woojin形（宇進産電製）気動車(4両×3編成)が使用されている。
2022年1月5日に運行区間がメダン - ビンジャイからクアラビンガイ駅まで延伸された。毎日10便が運行されており、そのうち2便はメダンとクアラビンガイを往復する運用であり、残りの8便はメダンとビンジャイ間を運行している。

### スアラナム国際空港線
クアラナム国際空港線(ARS) は、KAIバンダラによって、インドネシアの北スマトラ州のメダン駅 - バンダル・ハリパ駅 - クアラナム国際空港駅を結んでいた空港連絡鉄道であった。
当路線は、クアラナム国際空港の運営に合わせて2013年7月25日に運行を開始した。当初のクアラナム国際空港線は、PT KAI(インドネシア鉄道)と空港運営会社との合弁会社で運営された。KRDE Woojin形気動車が投入される前に一時的にME201形気動車による運行が行われていたが、投入後はジョグジャカルタ車両基地へ転属した。
2023年2月5日時点では、メダン駅からクアラナム国際空港駅まで往復12便が運行しており、座席数は308席、所要時間は32～35分となっている。クアラナム行きの最初の3便とメダン行きの最後の3便を除き、メダン駅の高架ホーム(空港連絡列車専用)から発着している。メダン駅の専用ホームの供用は2019年12月1日より開始した。運行開始当初はメダン駅 - クアラナム空港間の急行列車であったが、2022年9月28日からは、バンダル・カリパ駅に停車するようになり、2023年9月1日からはバタンクイス駅とアラスカブ駅が追加された。エアコン、リクライニングシート、Wi-Fi、スクリーンなど、エグゼクティブ客車並のサービスを提供している。
スアラナム国際空港線はインドネシア初の空港連絡鉄道であり、後に建設されるジャカルタ、ジョグジャカルタ、パダン、ソロ(スラカルタ)などの今後の空港連絡鉄道に生かされている。

### 統合
2023年9月1日より、これまでPT KAI(インドネシア鉄道)が管理していたスリ・レラワンサ線がKAIバンダラへ経営移管された。また、メダンからクアラビンガイを結ぶ客車列車は、エコノミー客車からプレミアムエコノミー客車へ変更された。2024年7月1日より、KRDE Woojin形気動車を使用してクアラナム国際空港駅まで運行区間が延伸され、クアラナム国際空港線と統合された。

## 駅一覧
| 駅番号                      | 駅コード | 駅名                            | 乗り換え/ノート                                                                                | 地域             |
| --------------------------- | -------- | ------------------------------- | ---------------------------------------------------------------------------------------------- | ---------------- |
| A 05 S 01                   | KNM      | クアラナム国際空港 Kualanamu    | ターミナル駅 クアラナム国際空港                                                                | デリ・セルダン県 |
| A 04 S 02 SE 04             | ARB      | アラスカブ Araskabu             | - 都市間列車 - シアンタル・エクスプレス - ルブク・パカム方面                                   | デリ・セルダン県 |
| A 03 S 03 SE 03             | BTK      | バタンクイス Batang Kuis        | - 都市間列車 - シアンタル・エクスプレス                                                        | デリ・セルダン県 |
| A 02 S 04 SE 02             | BTK      | バンダル ハリパ Bandar Khalipah | - 都市間列車 - シアンタル・エクスプレス                                                        | デリ・セルダン県 |
| A 01 S 05 SE 01 PD 01 SU 01 | MDN      | メダン Medan                    | - 都市間列車 - シアンタル・エクスプレス - プトゥリ・デリ - スリビラ・ウタマ - プルブラヤン方面 | メダン           |
|                             |          | ヘルヴェティア Helvetia         | 建設中                                                                                         | デリ・セルダン県 |
|                             |          | スンガル Sunggal                | 建設中                                                                                         | デリ・セルダン県 |
| S 06                        | BIJ      | ビンジャイ Binjai               | - 都市間列車                                                                                   | デリ・セルダン県 |
| S 07                        | KBG      | クアラビンガイ Kuala Bingai     | - 都市間列車 - スラバト方面                                                                    | デリ・セルダン県 |

## 事故
2021年12月4日、メダン・プティサにある踏切にてスリ・レラワンサ線の列車と公共交通車両の衝突事故が発生した。この事故により5人が死亡し、4人が負傷した。